# Al Adamson
Al Adamson (25 de julio de 1929 – junio de 1995) fue un prolífico director y productor cinematográfico de nacionalidad estadounidense, especializado en la realización de películas de horror de serie B en los años 1960 y 1970.

## Biografía
Su nombre completo era Albert Victor Adamson Jr., y nació en
Hollywood, California. Siendo niño actuó como extra ante la cámara para su padre, Victor Adamson, y en los años 1950 dirigió en Los Ángeles el cabaret "Mutiny". Tras ser ayudante de su padre en el rodaje de la película de 1963 Halfway to Hell, Adamson decidió dedicarse al trabajo en la industria del cine, y tres años más tarde él y Sam Sherman fundaron Independent-International Pictures, compañía que produjo muchas de las películas dirigidas por él entre 1965 y 1983, entre ellas Blood of Ghastly Horror, Satan's Sadists y Dracula vs. Frankenstein. El director, que apenas trabajaba ante las cámaras, rodó con regularidad con intérpretes como Regina Carrol (su esposa), John Carradine, Russ Tamblyn o Lon Chaney Jr.
La transformación del mercado del cine en la década de 1980 (cierre de salas de barrio, llegada del vídeo, etc) significó el fin de su trayectoria en la industria, y Al Adamson, tras su último film en 1983, se dedicó al negocio inmobiliario. Sin embargo, el redescubrimiento de su obra en los años 1990 por los aficionados al cine le hizo pensar en su regreso.
Finalmente, no vio la luz ninguna nueva película. En junio de 1995 su hermano denunció la desaparición de Al Adamson. Cinco semanas más tarde su cuerpo fue encontrado por agentes de la ley bajo el suelo de cemento y baldosas de su recién remodelado cuarto de baño en Indio, California, siendo detenido su contratista Fred Fulford en el Hotel Coral Reef de San Petersburgo (Florida), el cual había cometido irregularidades contables que Adamson había descubierto. Fulford fue acusado y encontrado culpable de asesinato, siendo sentenciado a veinticinco años de reclusión.  El caso del asesinato de Al Adamson fue documentado en la serie de Investigation Discovery Forensic Detectives, (episodio "Buried Secrets"), y en The New Detectives (temporada 7, episodio 11).

## Filmografía

### Director
| - 1961: Halfway to Hell - 1965: Psycho a Go-Go - 1969: Satan's Sadists - 1969: The Female Bunch - 1969: Blood of Dracula's Castle - 1969: Auf der Reeperbahn nachts um halb eins - 1970: Hell's Bloody Devils - 1970: Horror of the Blood Monsters - 1970: Five Bloody Graves - 1971: Dracula vs. Frankenstein - 1972: Brain of Blood - 1972: Blood of Ghastly Horror - 1972: Angels' Wild Women - 1974: Dynamite Brothers | - 1974: Girls for Rent - 1975: Naughty Stewardesses - 1975: Jessi's Girls - 1975: Blazing Stewardesses - 1976: Black Heat - 1977: Black Samurai - 1977: Cinderella 2000 - 1978: Doctor Dracula - 1978: Sunset Cove - 1978: Death Dimension - 1978: Nurse Sherri - 1981: Carnival Magic - 1983: Lost |

### Productor
| - 1961: Halfway to Hell - 1965: Psycho a Go-Go - 1969: Satan's Sadists - 1969: Blood of Dracula's Castle - 1970: Hell's Bloody Devils - 1970: Horror of the Blood Monsters - 1970: Five Bloody Graves | - 1971: Dracula vs. Frankenstein - 1972: Brain of Blood - 1972: Blood of Ghastly Horror - 1975: Jessi's Girls - 1976: Black Heat - 1977: Cinderella 2000 |

### Guionista
| - 1961: Halfway to Hell - 1972: Blood of Ghastly Horror | - 1972: Angels' Wild Women - 1978: Nurse Sherri |

### Actor
| - 1961: Halfway to Hell - 1970: Horror of the Blood Monsters - 1970: Five Bloody Graves | - 1971: Dracula vs. Frankenstein - 1972: Angels' Wild Women - 1976: Black Heat |